# 56. Sinfonie (Haydn)
Die Sinfonie C-Dur Hoboken-Verzeichnis I:56 komponierte Joseph Haydn im Jahr 1774 während seiner Anstellung als Kapellmeister beim Fürsten Nikolaus I. Esterházy.

## Allgemeines

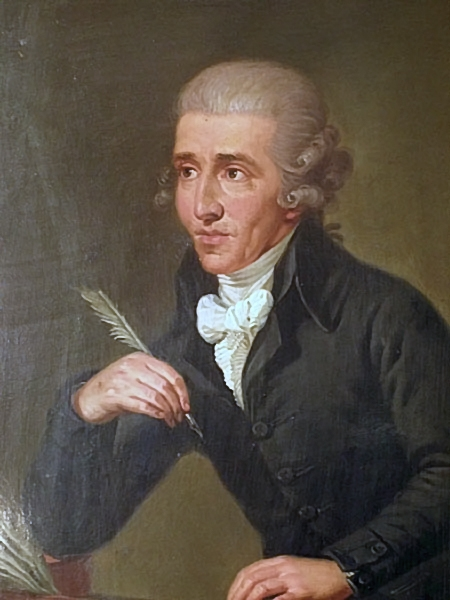
Joseph Haydn (Gemälde von Ludwig Guttenbrunn, um 1770)

Das Autograph der Sinfonie Nr. 56 ist aus dem Jahr 1774 datiert. Im Gegensatz zu Haydns früheren, festlichen C-Dur-Sinfonien sind hier auch ernste, nachdenkliche Züge beigemischt, so etwa im ersten und zweiten Satz die Passagen mit „nüchterner, bittersüßer Schönheit“. Howard Chandler Robbins Landon hebt die Sinfonie Nr. 56 als bis dahin beste Sinfonie Haydns vom C-Dur-Typus hervor.

„Dynamisch beruht die gesamte Sinfonie zudem auf dem häufig kurzschrittigen Kontrast von Forte und Piano, der insbesondere den Umschlag vom festlichen zum schlichten Charakter markiert. Haydn geht es nicht um motivische Beziehungen zwischen den Sätzen, sondern um einen durch Allusionen auf die beiden Charaktere des Festlichen und Einfach-Ländlichen hervorgerufenen, deutlich hörbaren musikalischen Ausdrucksbezug zwischen den Sätzen.“

Das Werk war insbesondere in Paris beliebt: Nach ihrem dortigen Bekanntwerden im Jahr 1777 wurde sie binnen Jahresfrist von drei französischen Verlegern veröffentlicht.

„Werke wie dieses begründeten Haydns Popularität beim Pariser Publikum und trugen ihm schließlich jenen ehrenvollen Auftrag ein, dem wir die Entstehung der Pariser Sinfonien verdanken.“

## Zur Musik
Besetzung:  zwei Oboen, zwei Hörner, zwei Trompeten, Pauken, zwei Violinen, Viola, Cello, Kontrabass. Zur Verstärkung der Bass-Stimme wurde damals auch ohne gesonderte Notierung Fagott eingesetzt. Eine obligate Fagottstimme ist nur im zweiten Satz notiert. Möglicherweise wurde zudem ein Cembalo-Continuo eingesetzt, wobei hierzu unterschiedliche Auffassungen bestehen.
Aufführungszeit:  ca. 25 Minuten (je nach Einhalten der vorgeschriebenen Wiederholungen).
Bei den hier benutzten Begriffen der Sonatensatzform ist zu berücksichtigen, dass dieses Schema in der ersten Hälfte des 19. Jahrhunderts entworfen wurde (siehe dort) und von daher nur mit Einschränkungen auf ein 1774 komponiertes Werk übertragen werden kann. – Die hier vorgenommene Beschreibung und Gliederung der Sätze ist als Vorschlag zu verstehen. Je nach Standpunkt sind auch andere Abgrenzungen und Deutungen möglich.

### Erster Satz: Allegro di molto
C-Dur, 3/4-Takt, 272 Takte

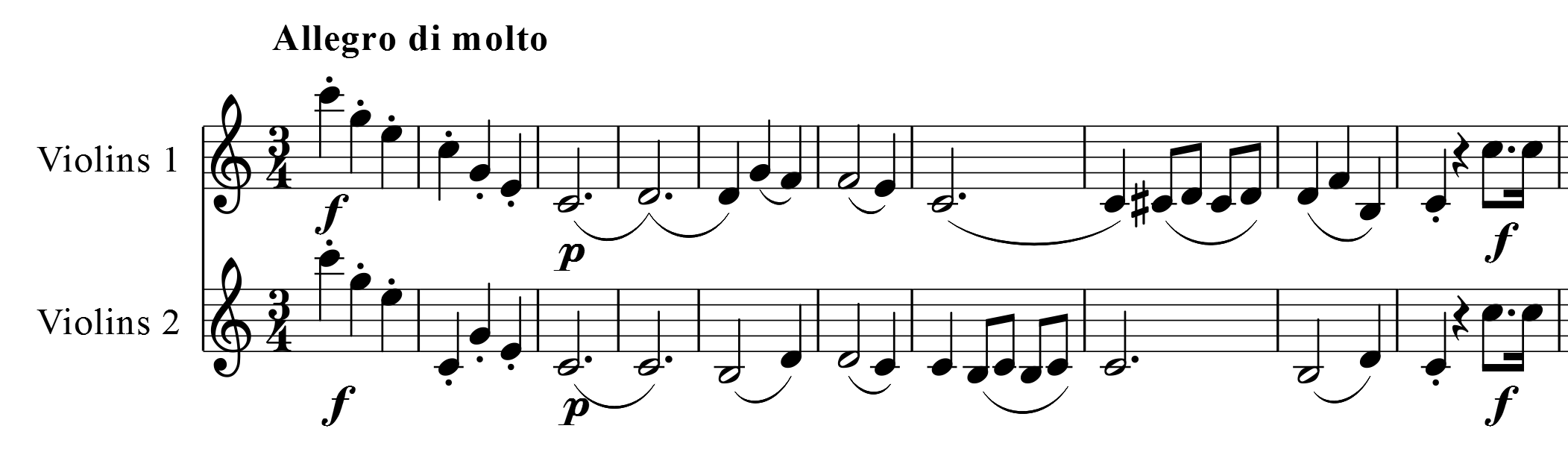
Beginn des Allegro di molto

Der Satz beginnt mit einem Kontrastthema (erstes Thema), das aus drei verschiedenen Bestandteilen aufgebaut ist: (1) Über zwei Oktaven fallender C-Dur-Dreiklang im Forte und Unisono des ganzen Orchesters (in Takt 1 mit Hörnern, in Takt 2 mit Trompeten), (2) achttaktige, sangliche-melancholische Piano-Phrase für Streicher, (3) fanfarenartige Dreiklangsbewegung wieder im Forte und unisono vom ganzen Orchester (Tutti) gespielt. Das Thema (Takt 1 bis 14) wird als Variante wiederholt (Teil 1 mit Tremolo, Teil 2 mit kleinen Veränderungen in der zweiten Hälfte, Teil 3 unverändert).
In Takt 28 setzt das Tutti mit einem recht langen, energisch-dramatischen Block im Forte bis Fortissimo ein, der durch seine im Tremolo geführte Melodielinie und teilweise durch Chromatik gekennzeichnet ist. Am Ende wechselt er überraschend ins Piano und kommt auf dem D-Dur-Septakkord (als Ankündigung des zweiten Themas in G-Dur) zur Ruhe. Das zweite Thema im Streicherpiano hat wiederum einen zurückhaltend-sanglichen Charakter und ist von „ländlicher Einfachheit“. Eine aufsteigende Staccato-Skala der Violinen führt zum zweiten Tutti-Block im Fortissimo, wiederum mit im Tremolo geführter Melodielinie, unterbrochen lediglich vom Piano-Einschub (Takt 79 bis 81). Die Exposition endet mit G-Dur-Akkordfiguren im Staccato und Unisono, die an den Eröffnungsdreiklang des Satzes erinnern.
Die Durchführung beginnt im kontrastierenden Wechsel von Fragmenten der ersten beiden Phrasen des ersten Themas, wobei Haydn durch zahlreiche Tonarten wechselt. In Takt 133 kommt die Musik nach imitatorischer Verarbeitung einer Achtel-Pendelfigur (von Phrase 2 des ersten Themas) auf H-Dur kurzfristig zum Stehen, anschließend erfolgen weitere Tonartenwechsel mit dem Tremolo-Forteblock. Die Rückführung zur Reprise (ab Takt 155) hat Haydn so gestaltet, dass die Takte 3 und 4 aus dem zweiten Thema mit ihrer Tonrepetition und dem Oktavsprung abwärts herausgeschnitten und von der 1. Violine viermal wiederholt werden, während die 2. Violine gleichzeitig die Figur aus Takt 2 des zweiten Themas mit angefügtem Dreiklangsaufstieg spielt, „ein wahrscheinlich absolut beispielloses Verfahren.“
Die Reprise ab Takt 165 ist in einigen Details gegenüber der Exposition verändert. Beispielsweise beteiligen sich die Oboen in Phrase 2 des ersten Themas mit an der Stimmführung, ebenso bei der nun verlängerten Phrase 2 in dessen Wiederholung. Ebenso ist die 1. Oboe beim zweiten Thema, das von „einem geheimnisvollen Paukenwirbel im Pianissimo“ vorbereitet wird, mit stimmführend. Der fanfarenartige Schlussteil des Satzes ist etwas verlängert und nochmals als „Apotheose“ gesteigert. Auch Durchführung und Reprise werden wiederholt.

### Zweiter Satz: Adagio
F-Dur, 2/4-Takt, 141 Takte
Das sechstaktige, feierlich-getragene Hauptthema wird zunächst piano von den Streichern (Violinen spielen gedämpft) vorgestellt, dann mit Bläserbeteiligung bei Stimmführung in den solistischen Oboen wiederholt. Es ist auftaktig, enthält Akzente und neben seiner ruhig-gleichmäßigen Bewegung auch eine ausholende Zweiunddreißigstel-Figur. Ab Takt 12 übernimmt dann das solistische Fagott unter sparsamer Streicherbegleitung die Stimmführung und greift dabei die Zweiunddreißigstel-Figur wieder auf. Es ist die erste ausführlichere Solopassagen für das Fagott in Haydns Sinfonien. Anschließend führt die solistische 1. Oboe mit einer ansteigenden Linie zur ersten kurzen Forte-Passage des ganzen Orchesters, die zur Dominante C-Dur kadenziert.
Pianissimo setzt nun die stimmführende 1. Oboe als im punktierten Rhythmus aufstrebenden Figur an, die jedoch abrupt von einer weiteren Kadenzfigur im Forte unterbrochen wird. Diese führt überraschend zu einer mysteriös-romantischen Passage in c-Moll mit „Brucknerscher“ Intensität. In der Schlussgruppe ab Takt 43 dominiert die „nuschelnde“ Zweiunddreißigstelbewegung der 1. Violine, die nun als kontinuierlich durchlaufende Bewegung ausgeprägt ist.
Die Durchführung beginnt mit dem Hauptthema in C-Dur, schwenkt jedoch nach bereits fünftTakten zur Verarbeitung der „romantischen“ Passage im Wechsel von Elementen des Hauptthemas um. Ein Crescendo mit dem Themenkopf steigert sich bis zum Forte, schlägt aber in Takt 74 mit der „nuschelnden“ Bewegung aus der Schlussgruppe wieder ins Piano um. Es folgt ein weiterer Verarbeitungsabschnitt mit der „romantischen“ Passage. Schließlich kündigt die 1. Violine in ausholender Zweiunddreißigstel-Figur die Reprise an.
Die Reprise ab Takt 92 ist ähnlich der Exposition strukturiert, allerdings sind die Bläser von Beginn an beim Thema mit stimmführend. Exposition sowie Durchführung und Reprise werden wiederholt.

„Beim Adagio handelt es sich wieder um eine lange, tief empfundene Äußerung Haydns, wie sie für diesen Zeitabschnitt charakteristisch ist. Es ist jedoch weit mehr concertante als Nr. 54; die Oboen und das obligate Fagott stehen durchweg im Vordergrund, und auch die Hörner sind oft selbständig (in dieser Hinsicht ähnelt es eher der Symphonie Nr. 51 (…). Mehrere Mollpassagen greifen auf nahezu unheimliche Art auf Schumann vor, besonders auf den langsamen Satz seiner Symphonie Nr. 2.“

### Dritter Satz: Menuet
C-Dur, 3/4-Takt, mit Trio 94 Takte
Ähnlich wie der erste Satz beginnt auch das mit 72 Takten ungewöhnlich ausführliche Menuett als Kontrastthema mit einer fanfarenartigen Dreiklangsfigur im Forte, die nach vier Takten in eine Piano-Streicherpassage umschlägt, die hier im Charakter eines Deutschen Tanzes gehalten ist. Der übrige erste Teil enthält virtuose Tonleiterläufe aufwärts und Triolenfiguren.
Der zweite Teil variiert anfangs eine Figur aus der Piano-Streicherpassage vom Satzanfang, danach treten die Triolen unisono dominant in Erscheinung. Die Triolen führen zum unerwarteten Einsatz des Kontrastthemas in d-Moll. Haydn bricht in der „falschen“ Tonart jedoch nach ein paar Takten mit einer Generalpause ab, um – in die „richtige“ Tonart C-Dur gerückt – die Reprise des ersten Teils zu beginnen.
Im Trio (F-Dur) spielen die parallel geführte 1. Oboe und 1. Violine eine ländlerartige Melodie, begleitet von den übrigen Streichern (ähnlich in der Sinfonie  Nr. 50).

„Das Trio, für Oboe und Streicher in der Subdominante, ist eine kurze Studie in Eleganz; man ist versucht, sich vorzustellen, dass Haydn hier eine „normale“ Version des unkonventionellen Trios aus der Symphonie Nr. 50 komponieren wollte.“

### Vierter Satz: Finale. Prestissimo
C-Dur, 4/4-Takt, 125 Takte
Das Prestissimo ist durch seine nahezu kontinuierlich durchlaufende Triolenbewegung geprägt, die dem Satz den Charakter eines Perpetuum mobile gibt, ähnlich beispielsweise wie im Schlusssatz von Haydns Sinfonie Nr. 41 oder auch von Wolfgang Amadeus Mozarts Sinfonie C-Dur KV 338.
Ähnlich wie in den Sätzen 1 und 3 beginnt auch das erste Thema des Prestissimo als fanfarenartige Tutti-Phrase im Forte, auf die nach vier Takten eine Pianowendung der Streicher folgt. Auch im weiteren Satzverlauf treten  dynamischen Kontraste auf, z. B. im Anschluss an das erste Thema der Wechsel von Forte und Piano (ab Takt 11) oder das zwischen zwei Forteblöcke durchweg piano gehaltene zweite Thema ab Takt 25 mit seinen ausgehaltenen Liegetönen in Oboe und Viola. Der Forte-Block vor dem zweiten Thema enthält neben den durchlaufenden Triolen in der 1. Violine wechselnde Akkordschläge der Oboen/Streicher auf den unbetonten Viertelschlägen 2 und 4 des Taktes, während die Trompeten auf den Viertelschlägen 1 und 3 einsetzen. Dadurch entsteht ein rhythmisch lockerer, schaukelnder Effekt. Akzente auf dem leichten zweiten Viertel finden sich auch im auf das zweite Thema folgenden Forteblock.
In der Durchführung wechselt Haydn für eine längere Passage nach a-Moll, das erste Thema zusammen mit einem fanfarenartigen Marschrhythmus der Bläser verarbeitet wird, gefolgt von den Triolenketten im Dialog der Streicher. In Takt 81 bricht der kontinuierliche Musikfluss abrupt auf a-Moll ab, und eine nachdenkliche Figur der 1. Violine führt zum unerwarteten verminderten Septakkord, der sich mit dem Kopf vom ersten Thema nach d-Moll auflöst. Ähnlich wie im Menuett rückt Haydn dann das Geschehen abrupt als Reprisenbeginn in die „richtige“ Tonart C-Dur.
Die Reprise ist ähnlich der Exposition strukturiert, allerdings sind die Bläser nun beim ersten Thema beteiligt: Die Oboen verdoppeln die Violinen, die Blechbläser greifen ihren fanfarenartigen Marschrhythmus auf. Exposition sowie Durchführung und Reprise werden wiederholt.